# Salon d'Argent

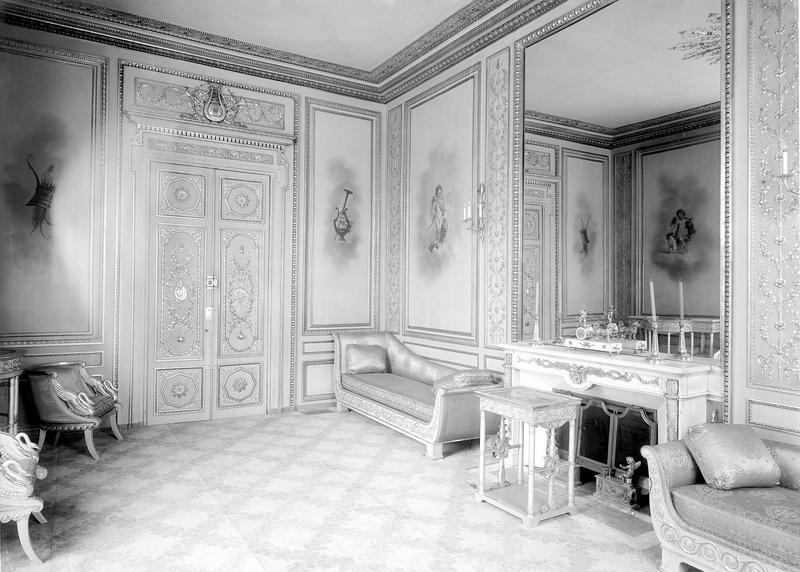
Photo d'archive du Salon d'Argent.

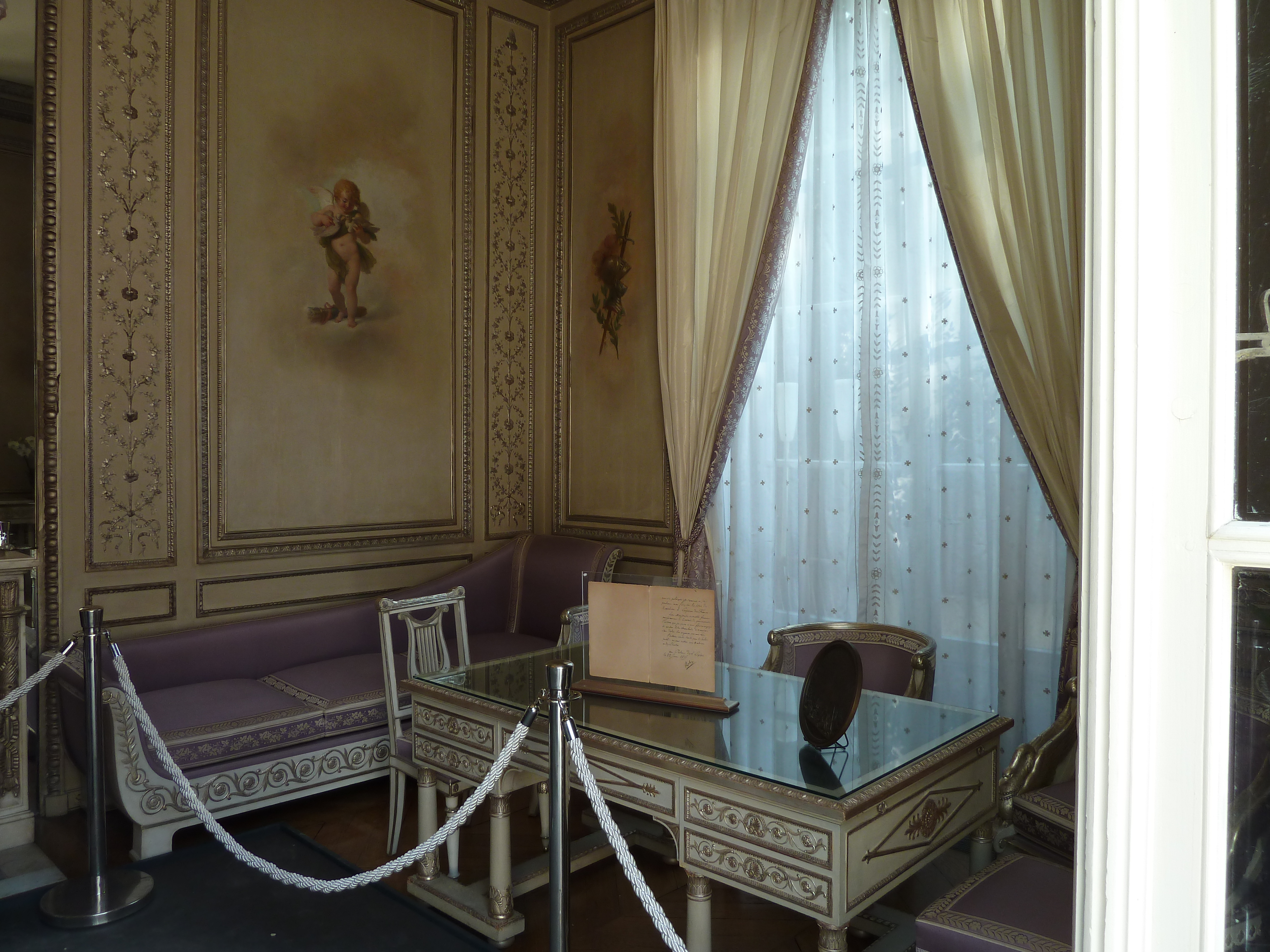
Le salon d'argent.

Le salon d'Argent est un salon du palais de l'Élysée, résidence du président de la République. Pièce chargée d'histoire, Napoléon Ier y a dicté à son frère Lucien Bonaparte et signé, le 22 juin 1815, son abdication, quatre jours après la défaite de Waterloo.

## Description
Le salon d'Argent termine l'aile Est, à son extrémité sud, donnant sur le jardin privé à l'ouest et sur le parc au sud. Une aquarelle de Louis Hippolyte Lebas de 1810 figurant Caroline Murat est exposée dans ce salon. La pièce a conservé depuis son décor d'origine, seule la couleur du textile y ayant été changée en 1813. C'est Jacob Desmalter qui créé les boiseries et le mobilier, dont l'argent est la couleur dominante. Les bronzes sont d'André-Antoine Ravrio. La pendule posé sur la cheminée représente le Char de la Fidélité conduit par l'Amour. Une copie de l'acte original d'abdication de Napoléon est toujours conservée dans ce boudoir.

## Histoire

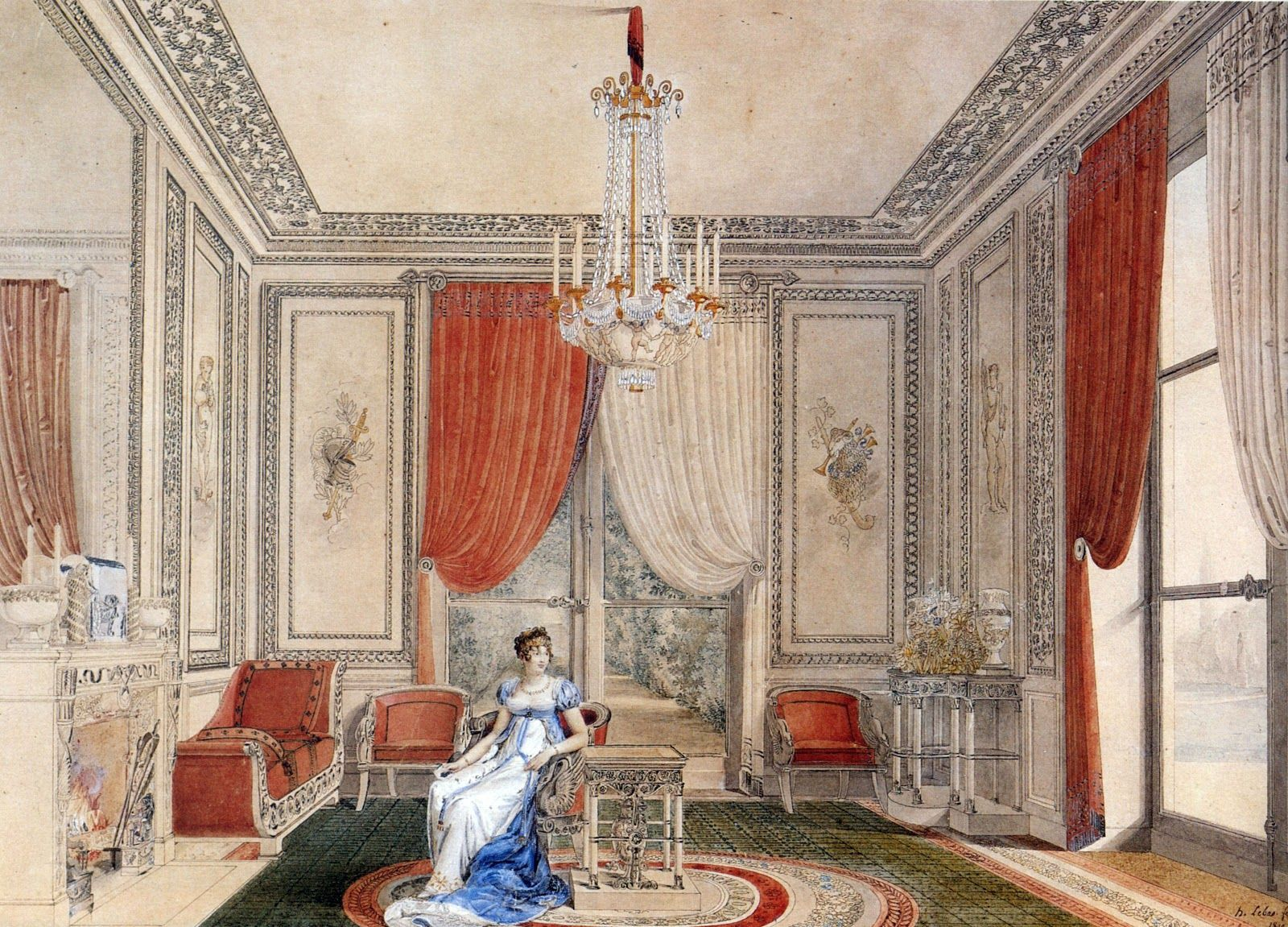
Vue du Salon d'argent à l'époque de Caroline et Joachim Murat, aquarelle d'Hippolyte Le Bas, 1810.

### Sous le Premier Empire
Le salon d'Argent est créé en 1807 pour Caroline Murat. La pièce voit la fin du Premier Empire : Napoléon Ier y dicte à Lucien Bonaparte son acte d'abdication, qu'il signe le 22 juin 1815, quatre jours après la défaite de Waterloo. 

### De la Restauration au Second Empire
Habitant le palais entre 1816 et 1820, la duchesse Marie-Caroline de Bourbon-Siciles apprécie particulièrement ce salon.
Le premier président de la République, Louis-Napoléon Bonaparte, se recueille dans le salon d'Argent lorsqu'il arrive pour la première fois au palais, en mémoire de son oncle. Il y conçoit en 1851 son coup d'État de 1851 qui le fait devenir Napoléon III. La décision de mise en œuvre du coup y est prise. 

### Sous la Troisième République
Le président Félix Faure y reçoit régulièrement sa maîtresse Marguerite Steinheil, notamment la nuit de son décès le 16 février 1899, quoique le président meure dans la bibliothèque du palais. Charles de Gaulle voit ainsi dans cette pièce un vestige de « lupanar ».

### Sous la Quatrième République
Vincent Auriol y installe son bureau présidentiel.

### Sous la Cinquième République
Le salon d'Argent est la dernière pièce traversée par Charles de Gaulle le jour de sa démission de la présidence de la République et de départ définitif du palais, le 28 avril 1969, après l'échec du référendum sur la réforme du Sénat et la régionalisation.
Faisant partie généralement des appartements privés, les Premières dames Danielle Mitterrand et Bernadette Chirac ont fait du salon d'Argent leur bureau. Cette dernière l'a enfin fait attribuer à Jérôme Monod, conseiller de Jacques Chirac, et qui est donc la dernière personne à y avoir travaillé,.